# 斯特凡诺·塔科尼
斯特凡诺·塔科尼（義大利語：Stefano Tacconi，1957年5月13日—），意大利男子足球运动员，司职守门员。他曾代表意大利国家队参加1990年国际足联世界杯和1988年欧洲足球锦标赛。